# تپه نادر یساقی
تپه نادر یساقی مربوط به سده ۶ و ۹ قمری است و در شهرستان قوچان، روستای یساقی واقع شده و این اثر در تاریخ ۹ آذر ۱۳۸۹ با شمارهٔ ثبت ۲۹۵۳۱ به‌عنوان یکی از آثار ملی ایران به ثبت رسیده است.